# Copland (sistema operativo)
Il Copland Project fu un progetto per sviluppare una nuova versione del sistema operativo Mac OS iniziato nel 1994 ed abbandonato nell'agosto 1996 da Apple Computer.
Dopo il System 7.5 Apple si rese conto che era necessaria una riscrittura radicale di Mac OS per renderlo competitivo con Windows. Il progetto incontrerà molti problemi.

## Storia del progetto Copland

### Il progetto Taligent
Dopo il System 6, Apple decise che la manutenzione e l'aggiornamento del sistema operativo stava diventando sempre più problematico.
Poiché sviluppare una nuova versione del System avrebbe richiesto molto tempo, furono creati due progetti paralleli, denominati rispettivamente progetto Blue e il progetto Pink, dal colore dei fogli su cui gli ingegneri scrivevano le specifiche da implementare.
Il progetto Blue riguardava le innovazioni che potevano essere integrate nel System rapidamente: questo progetto genererà il System 7.
Il progetto Pink conteneva invece le modifiche più radicali, che avrebbero portato al nuovo sistema operativo.
Successivamente Apple siglò un'alleanza con IBM e Motorola.
Questa alleanza comprendeva anche il progetto Pink, che fu ceduto alla società Taligent, nata appositamente per sviluppare il nuovo sistema operativo utilizzato dall'alleanza Apple-IBM-Motorola.

### Il progetto Copland
Varato dopo il fallimento del progetto Taligent, il progetto Copland mirava a realizzare un sistema operativo innovativo ed a utilizzare l'emulazione per garantire la compatibilità con le applicazioni sviluppate per il vecchio Mac OS.
Il nuovo sistema operativo doveva essere basato sulla programmazione orientata agli oggetti e su altre nuove tecnologie.
Nonostante Apple avesse presentato alcune pubbliche dimostrazioni del progetto, Copland procedeva molto lentamente, poiché il team di sviluppo si trovò ad affrontare molti problemi che richiesero molto tempo per essere risolti.
I manager si resero conto che lo sviluppo del sistema operativo internamente ad Apple avrebbe richiesto troppo tempo e, dopo i disastrosi risultati fiscali trimestrali del 1996, cancellarono il progetto Copland.

### Dopo Copland: Rhapsody
Abbandonata l'idea di sviluppare il sistema operativo internamente, Apple varò una nuova strategia: decise di comprare un sistema operativo già esistente e di adattarlo.
La strategia poteva seguire due strade: acquisire NeXT, un'azienda fondata da Steve Jobs, oppure acquisire Be Incorporated, una società fondata da Jean-Louis Gassée, allora in crisi finanziaria.
Inizialmente Apple contattò Be, ma quando Gassée iniziò ad alzare il prezzo, i manager Apple si ritirarono dalla trattativa.
L'allora CEO Apple, Gil Amelio, ritenne che l'azienda non solo avesse bisogno di una società dotata della tecnologia adeguata, ma anche degli uomini giusti e riteneva Jobs necessario al buon fine del progetto. Apple acquisì NeXT nel dicembre del 1996 per 427 milioni di dollari, segnando il ritorno di Jobs in Apple.
Il team di sviluppo NeXT iniziò a lavorare sul progetto Rhapsody che genererà macOS. Il 27 luglio 1997 Amelio rassegnò le dimissioni e Jobs fu nominato CEO ad interim. Jobs attuò una cura drastica per risanare i conti di Apple: riacquistando le licenze precedentemente concesse ai produttori di cloni Macintosh, cancellò molti progetti non redditizi come OpenDoc, HyperCard, QuickDraw 3D e Newton MessagePad.